# Shimane
Shimane (Nhật: 島根県 (Đảo Căn Huyện) Hepburn: Shimane-ken) là một tỉnh của Nhật Bản nằm ở vùng Chūgoku trên đảo Honshū. Thủ phủ là thành phố Matsue. Đây là tỉnh có dân số ít thứ hai ở Nhật sau tỉnh giáp ranh ở phía đông Tottori. Quần đảo Oki trên biển Nhật Bản cũng trực thuộc tỉnh Shimane, tỉnh này cũng khẳng định chủ quyền với hòn đảo Hàn Quốc đang nắm thực quyền Liancourt Rocks (Takeshima).

## Địa lý
Tỉnh này có địa hình trải dài từ Đông sang Tây đối mặt với dãy núi Chūgoku ở phía Nam và biển Nhật Bản ở phía Bắc. Phần lớn các thành phố nằm ở gần bờ biển Nhật Bản.

## Lịch sử
Phía Đông của tỉnh là vùng Izumo, nằm trong vùng phát triển rực rỡ của nước Nhật thời kỳ Cổ đại.

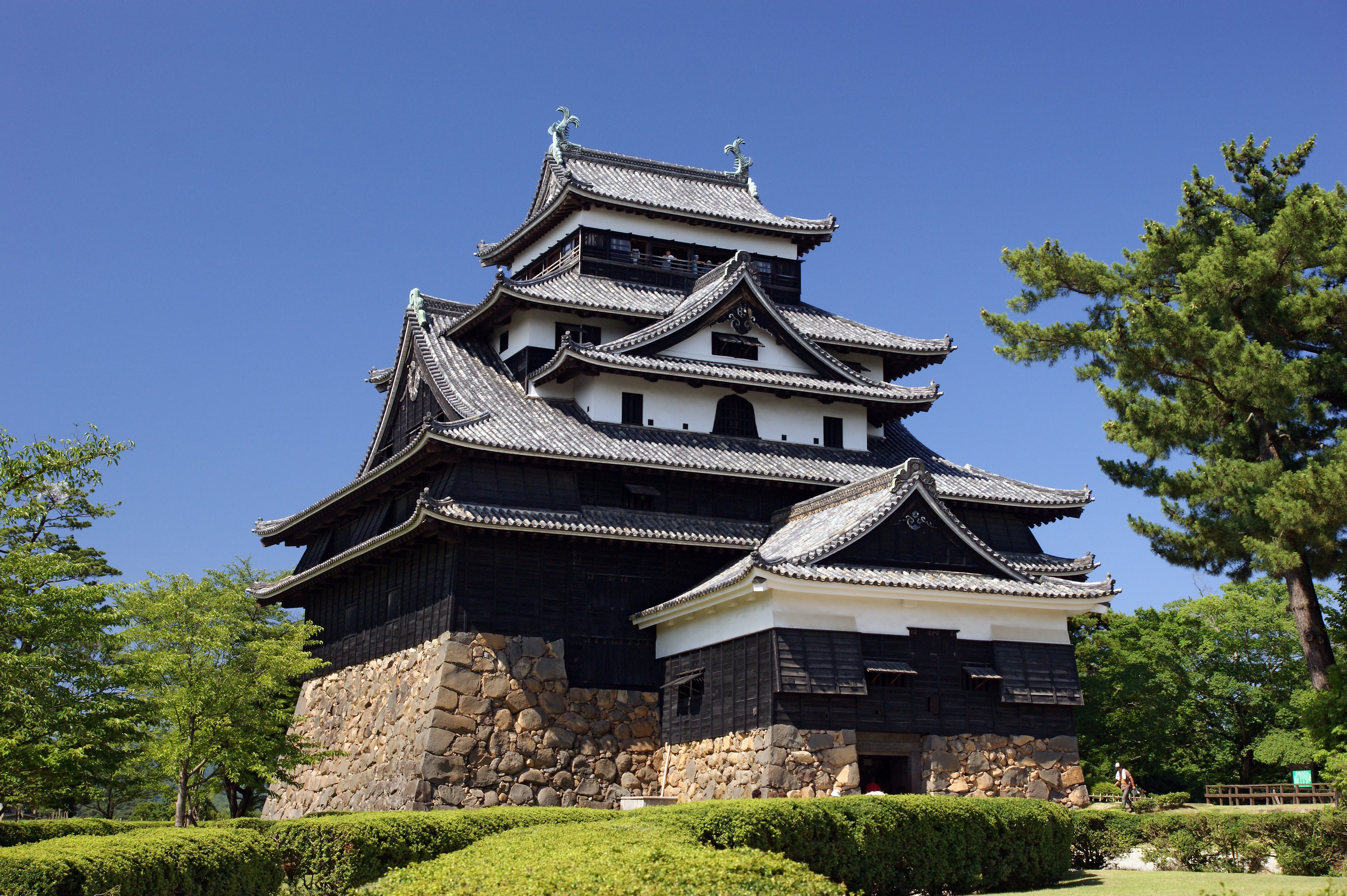
Thành Matsue
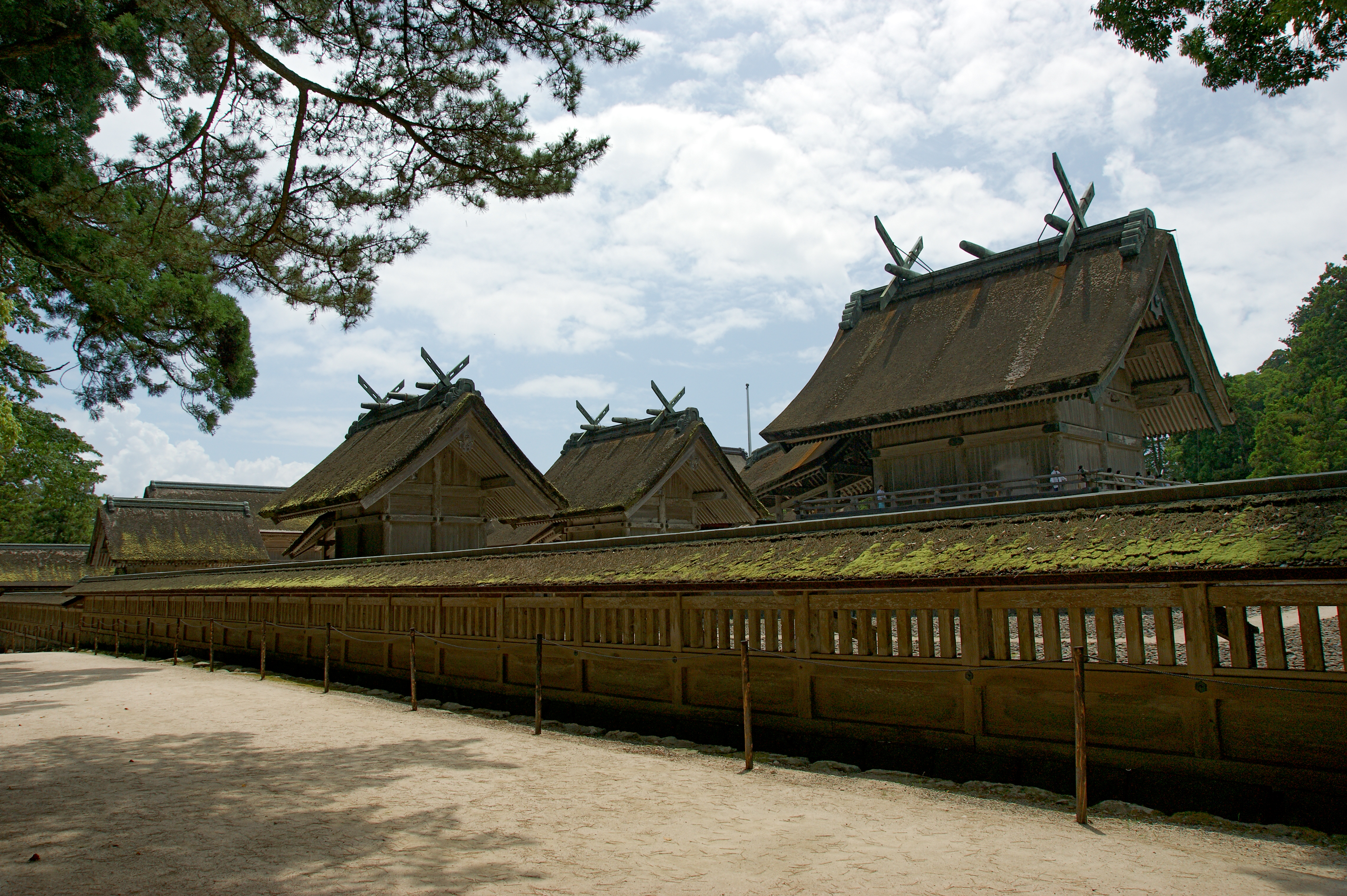
Đền thần đạo Izumo

## Hành chính

### Các thành phồ
Shimane có 8 thành phố, lớn nhất là Matsue (thủ phủ) nằm ở phía Đông và nhỏ nhất là Gotsu. Các thành phố Masuda, Unnan, Yasugi, và Gotsu đã có sự gia tăng dân số nhỏ do sự sáp nhập vào đầu những năm 2000.

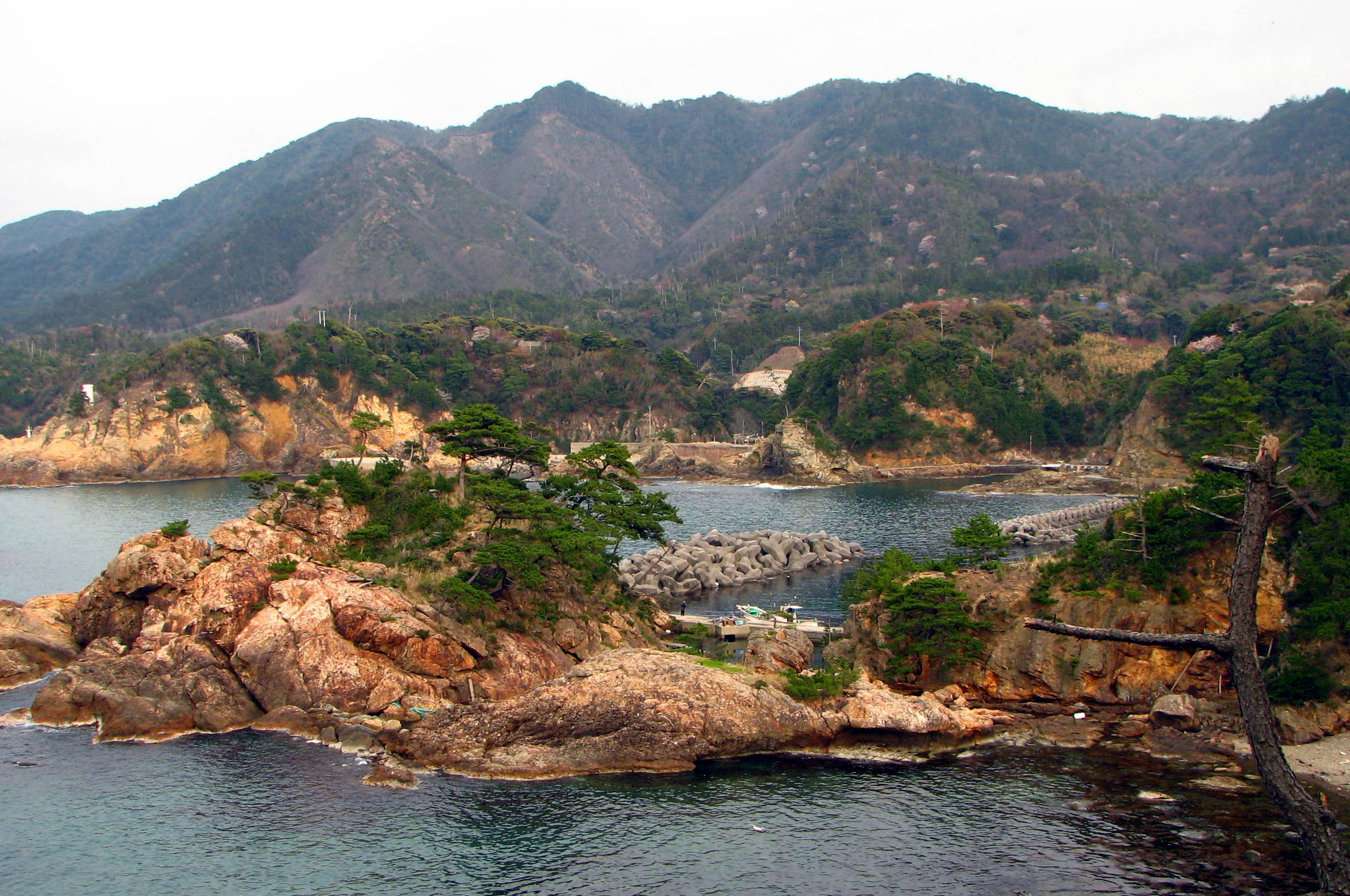
Cape Hinomisaki near Izumo

| - Gōtsu - Hamada - Izumo - Masuda | - Matsue (thủ phủ) - Ōda - Unnan - Yasugi |

### Thị trấn và làng
Số lượng các thị trấn và làng mạc giảm đáng kể sau sự hợp nhất. Tuy nhiên, chúng chiếm khoảng một phần ba dân số của tỉnh.
| - Hikawa Gun Hikawa - Iishi Gun Iinan - Kanoashi Gun Tsuwano Yoshika | - Nita Gun Okuizumo - Ōchi Gun Kawamoto Misato Ōnan | - Oki Gun Ama Chibu Nishinoshima Okinoshima - Yatsuka Gun Higashiizumo |

## Giáo dục
- Đại học Shimane

## Du lịch
Đền Izumo Taisha tại thành phố Izumo là một trong những ngôi đền thần đạo Shinto cổ nhất nước Nhật.